# Nicoletta Merighetti
Nicoletta Merighetti (* 27. Januar 1966 in Brescia) ist eine ehemalige italienische Skirennläuferin. Sie war auf die Disziplin Slalom spezialisiert, fuhr im Weltcup dreimal unter die besten 15, gewann die Silbermedaille bei den Juniorenweltmeisterschaften 1984 und erreichte in der Saison 1985/86 den dritten Platz in der Europacup-Slalomwertung. Sie ist die Cousine der Skirennläuferin Daniela Merighetti.

## Biografie
Ihren größten Erfolg auf Juniorenebene feierte Nicoletta Merighetti bei den Juniorenweltmeisterschaften 1984 im US-amerikanischen Skigebiet Sugarloaf, als sie hinter der Österreicherin Monika Maierhofer die Silbermedaille im Slalom gewann. Im Jahr zuvor hatte sie in Sestriere den sechsten Platz belegt.
Im Europacup erreichte die Italienerin ihre besten Gesamtresultate in der Saison 1985/86. Sie wurde Dritte in der Slalomwertung und Neunte in der Gesamtwertung. Der folgende Winter 1986/87 war der einzige, in dem Merighetti Punkte im Weltcup gewann. Sie fuhr in drei Slaloms unter die schnellsten 15 und erzielte als bestes Resultat einen achten Platz in Mellau am 11. Januar 1987. Damit belegte sie im Slalomweltcup den 21. Platz. Merighetti war auch Teil des italienischen Aufgebotes bei den Weltmeisterschaften 1987 in Crans-Montana, wo sie allerdings im ersten Slalomdurchgang ausschied.

## Erfolge

### Weltcup
- 3 Platzierungen unter den besten 15

### Europacup
- Saison 1985/86: 9. Gesamtwertung, 3. Slalomwertung
- Saison 1986/87: 14. Gesamtwertung, 9. Slalomwertung

### Juniorenweltmeisterschaften
- Sestriere 1983: 6. Slalom
- Sugarloaf 1984: 2. Slalom